# Saint-Paul-en-Born
Saint-Paul-en-Born er en kommune i Landes, Aquitaine i det sydvestlige Frankrig, der i 2005 havde 666 indbyggere. Kommunen har et areal på 42,6 km². 
44°13′27″N 1°09′09″V / 44.2242°N 1.1525°V